# Wola Blizocka
Wola Blizocka (prononciation : [ˈvɔla bliˈzɔt͡ska]) est un village polonais de la gmina de Jeziorzany dans le powiat de Lubartów de la voïvodie de Lublin dans l'est de la Pologne.
Il se situe à environ 30 kilomètres au nord-ouest de Lubartów (siège du powiat) et 47 kilomètres au nord-ouest de Lublin (capitale de la voïvodie).

## Histoire
De 1975 à 1998, le village est attaché administrativement à l'ancienne Voïvodie de Lublin.

Depuis 1999, il fait partie de la nouvelle voïvodie de Lublin.